# Edward Bennett Rosa

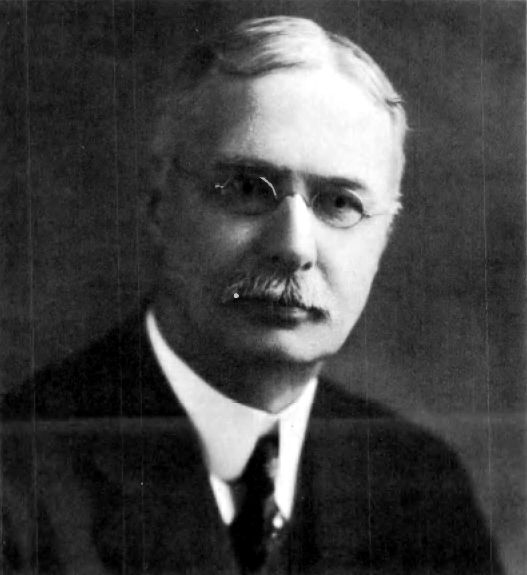
Edward Bennett Rosa

Edward Bennett Rosa (* 4. November 1861 in Rogersville, Steuben County, New York; † 17. Mai 1921 in Washington, D.C.)  war ein US-amerikanischer Physiker am National Bureau of Standards.

## Leben und Wirken
Rosa erwarb 1866 an der Wesleyan University einen Bachelor und 1891 mit der Arbeit The Specific Inductive Capacity of Electrolytes bei Henry Augustus Rowland an der Johns Hopkins University einen Ph.D. in Physik.
Nach kurzer Tätigkeit an der University of Wisconsin erhielt Rosa 1891 eine Professur für Physik an der Wesleyan University, bevor er 1901 an das neu gegründete National Bureau of Standards (NBS) unter Samuel Wesley Stratton wechselte, wo er später auch Leiter der physikalischen Abteilung war.
Rosa entwickelte gemeinsam mit Wilbur Olin Atwater und Francis Gano Benedict ein Atem-Kalorimeter, mit dem der Energieerhaltungssatz im Stoffwechsel des Menschen bestätigt wurde und das half, den Energiegehalt von Nahrungsmitteln zu bestimmen. Auf ihn allein geht dagegen ein Apparat zur Registrierung wechselnder elektrischer Spannungen zurück. Am NBS machte Rosa sich gemeinsam mit Noah Ernest Dorsey und George Wood Vinal um die exakte Bestimmung verschiedener Größen verdient, darunter das Ampere. Rosa und Mitarbeiter entwickelten Methoden zur Messung der Kapazität, der Induktion und des Widerstands sowie verschiedene Methoden der Photometrie. Auf Rosa gehen zahlreiche Sicherheitseinrichtungen zurück; er entwickelte die Idee des National Electrical Safety Code (NESC). Auch bemühte er sich um nationale und internationale Standardisierungen. Rosa propagierte die Einrichtung des American Engineering Standards Committee (heute American National Standards Institute) und diente als Sekretär des International Technical Committee on Electrical Units and Standards.
Rosa war seit 1894 mit Mary Evans verheiratet. Das Paar hatte keine Kinder.

## Auszeichnungen (Auswahl)
- 1892 Fellow der American Association for the Advancement of Science
- 1898 Elliott-Cresson-Medaille des Franklin Institute[4]
- 1906 Ehrendoktorat der Wesleyan University
- 1912 Mitglied der American Philosophical Society[5]
- 1913 Mitglied der National Academy of Sciences[6]